# 인창고등학교 (서울)
인창고등학교(仁昌高等學校)는 대한민국 서울특별시 서대문구 충정로2가에 있는 사립 고등학교로, 이 학교는 일제 강점기 시대였던, 1922년 11월 15일에 인창학교로 첫 개교하였다.

## 학교 연혁
- 1922년 11월 15일 : 성암 손창원 선생이 재단법인 인창의숙을 설립, 학교명을 사립 인창학교(6년제)로 정함
- 1924년 4월 1일 : 학교명을 사립 인창보통학교로 변경, 소암 손희장 선생 교장 취임
- 1953년 9월 15일 : 인창고등학교 분리 병치 인가, 손인모 이사장 취임
- 1953년 10월 10일 : 서대문구 충정로 2가 70번지 현재의 교사로 이전
- 2003년 6월 13일 : 고등학교 신교사 준공식
- 2016년 2월 14일 : 서울특별시교육청 역사과제연구 거점학교 선정
- 2018년 2월 6일 : 제12대 교장 임병욱 선생 취임
- 2018년 9월 3일 : 25학급 732명으로 편제
- 2018년 12월 7일 : 학교법인 인창의숙 손희자 이사장 취임
- 2022년 3월 1일 : 제14대 교장 허상회 선생 취임
- 2022년 3월 2일 : 24학급 494명 편제

## 갤러리

서울 인창고등학교의 회화나무
서울 인창고등학교 정문
서울 인창고등학교 후문
서울 인창고등학교 정면

## 사건사고
1970년 10월 17일 인창고등학교 2학년 학생(430명)과 보인상업고등학교(185명) 및 보성여자고등학교(110명) 등의 서울 시내 3개 고등학교 학생과 교사를 태우고 청량리역을 떠나 제천역으로 가던 6량 단위의 제 77호 보통열차가 원주역을 통과한 지 얼마 안 되어 사고 지점인 삼광터널을 지나가다가 석탄과 목재를 싣고 가던 화물열차와 충돌하여 학생 10명과 인창고교 교감 및 교사 2명, 동행 사진사 1명 등 14명이 사망하고 59명이 중경상을 입었다. 3일 전에 발생한 모산 수학여행 참사 때문에 문교부에서 "모든 수학여행은 열차로 이동하라" 는 지시를 내린 바로 뒷날에 발생한 참사로, 한동안 이 참사 때문에 전국적으로 수학여행 자체가 금지되는 사태가 일어나기도 했다.

## 참고 자료
- 인창고등학교 - 한국교육학술정보원 학교알리미